# 咽治其利扶站
咽治其利扶站是悉尼列車的一個車站，位於國王十字地底。它隨着東郊線在1979年開幕，擁有一個島式月台及一條回線，並且設有升降機。
本站位於東角商場的後面地底，而大堂則設有通道前往附近的新南岬路和海洋街。但事實上車站並不是真的建在地底，車站的末端是建在地上的（儘管已被大堂和巴士轉車站完全覆蓋）。

## 歷史
東郊線的最初走線並沒有經過咽治其利扶，直至1947年該線才被改為經咽治其利扶，本站因此獲加入興建計劃。在1963年本站曾被提議作為東郊線一期的總站，但於1967年一期總站被改為設於邦代交界。最終車站在1979年6月23日開幕。
儘管此站並不是城市鐵路路線清理計畫轄下的一項計畫，但在咽治其利扶站附近的工程亦和邦代交界站和回線工程無不關係。包括一連串的訊號和機械的工程。使得咽治其利扶站可以在邦代交界進行主要工程時或有重要事故時在不影響其餘系統而利用該站作為終站。

## 月台及列車服務
每天每小時會有6班列車，黃昏時和週末的每小時都會4班列車，在繁忙時間會有更多班次。
1號月台
- 東郊及伊拉瓦拉線 - 往克羅努拉 / 瀑布或海倫斯堡
- 南海岸線 - 往臥龍崗 / 肯布拉港（Port Kembla）或凱馬（只限平日繁忙時間及週末）

2號月台
- 東郊及伊拉瓦拉線 - 往邦代交界
- 南海岸線 - 往邦代交界（只限平日繁忙時間及週末）

## 巴士換乘站

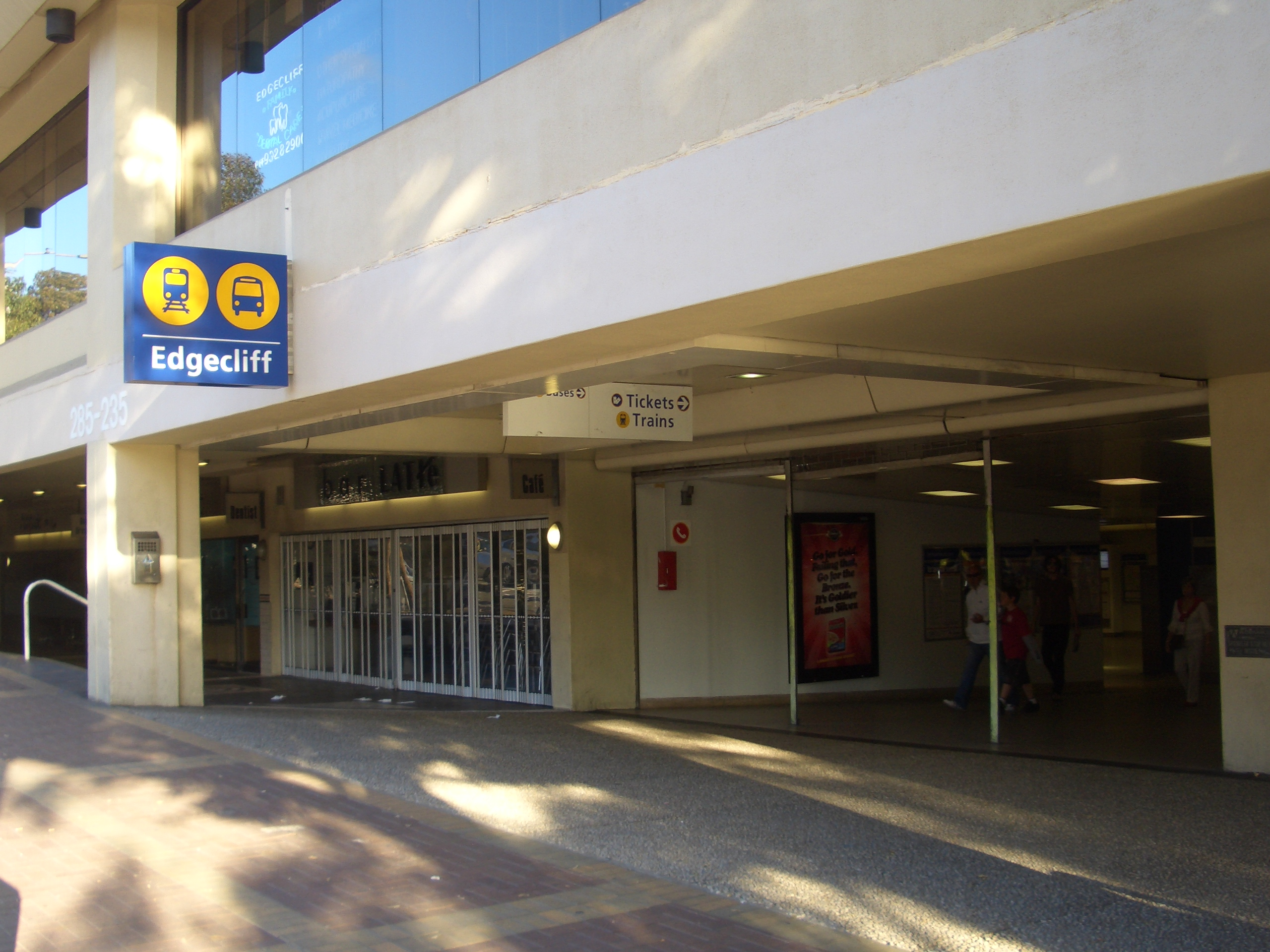
2007年8月時、位於新南岬路的巴士換乘站入口

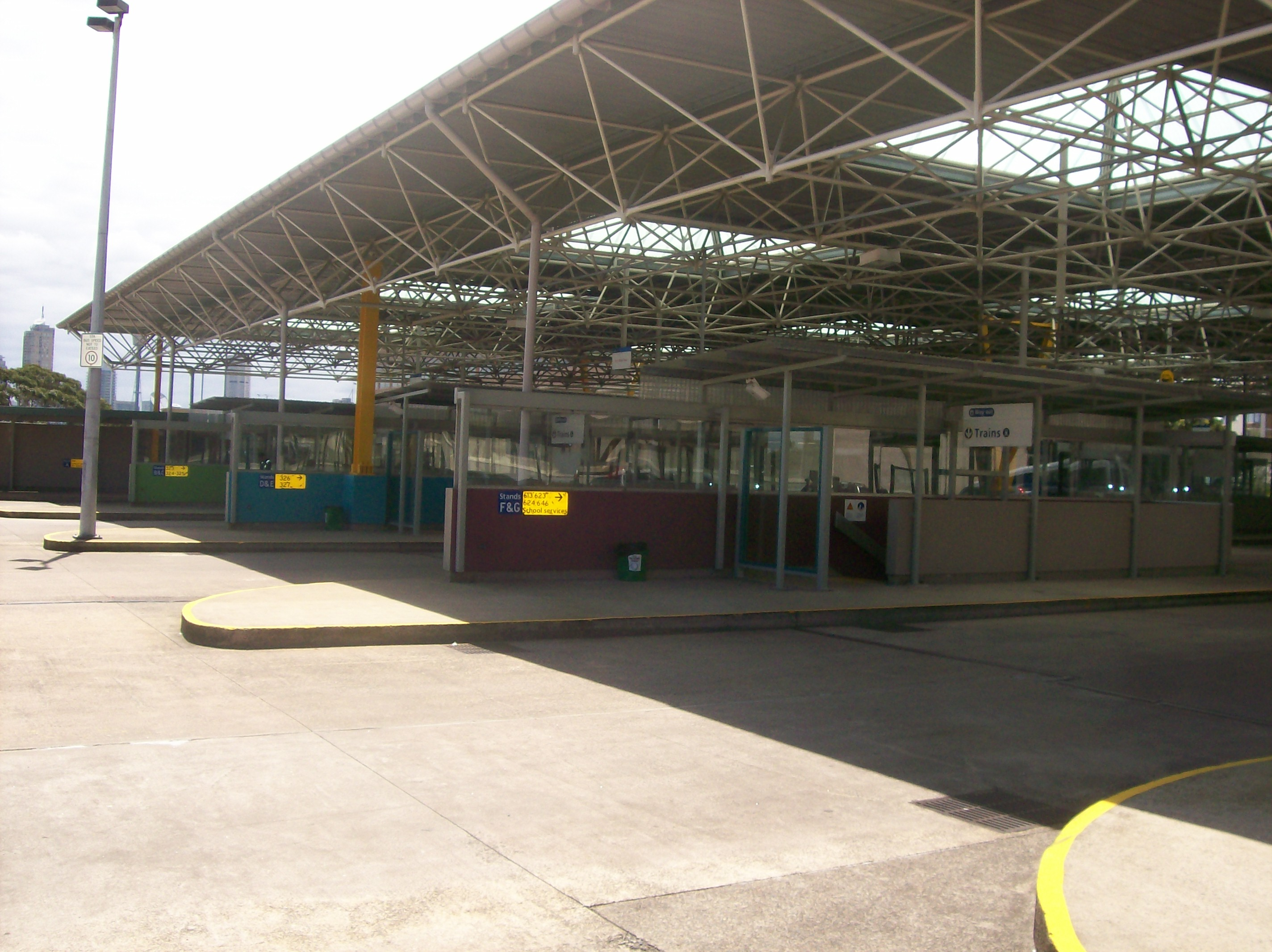
2011年時的巴士換乘站

東郊鐵路開通後，大多數經過本站前往市區的巴士服務都被縮減至以本站為終點站。1976 年的審查導致本站和邦代交界站的巴士換乘站的規模遭到縮減。由於本站週邊、海洋街和咽治其利扶路下方開通了一條行車隧道，圍繞咽治其利扶郵局到新南岬路，這使本站的巴士換乘站能較好地應對巴士路線的縮短。
然而，由於從本站乘坐火車相對於公共汽車節省的時間微乎其微，而且火車與巴士的車資未能合併計算，所以選擇在換乘站換乘交通方式的乘客比預期的要少。按照最初的配置，最西端的站台是為到達站預留的，11 個站台分佈在四個出發站台上，東端有一個車廠。
2002 年 6 月，換乘站的功能被削弱，許多終止於咽治其利扶的路線取消或延伸至市中心，或直接通過新南岬路繼續向東運轉。它現在僅用於從邦代交界到市中心的服務（反之亦然），以及從城市到東部郊區的服務，這些巴士服務沿著新南岬路繼續向東行駛。
- A站台：
  - 200：往邦代交界，經胡拉勒
  - 328：往邦代交界
- B站台：
  - 323：往多佛高地
- C站台：
  - 324：往屈臣氏灣，經舊南岬路
  - 325：往屈臣氏灣，經沃克盧斯
- D站台：
  - 326：往邦代交界，經維多利亞路
  - 327：往邦代交界，經貝爾維尤路
- E站台：
  - 328：往達令角
- 新南岬路上：
  - 200：往戈爾山
  - 324：往道斯角
  - 325：往道斯角